# Södra Karungi
Södra Karungi är en bebyggelse i södra Karungi i Haparanda kommun. Bebyggelsen klassades fram till 2023 som en del av tätorten Karungi. Vid avgränsningen 2023 blev den klassad som en separat småort.